# Надежда (галера, 1705)
«Надежда» — галера Балтийского флота Русского царства, одна из галер типа «Святой Пётр», участник Северной войны.

## Описание галеры
16-баночная двухмачтовая галера с деревянным корпусом, одна из семи галер типа «Святой Пётр». Однако несмотря на то, что эти галеры были построены по одному проекту, их размеры и вооружение разнилось. Длина судна по килю составляла 28,5 метра, длина по палубе — 35,6 метра, ширина внизу — 4,6 метра, ширина вверху — 6,6 метров, а осадка 1,1 метра. В качестве основного движителя судна использовалось 16 пар вёсел, также галера была оборудована вспомогательным косым парусным вооружением. Экипаж галеры мог достигать 500 человек.
В качестве артиллерийского вооружения галеры в различных источниках приводятся от 8 до 18 орудий, включая одно 36-фунтовое и несколько 6-фунтовых орудий. Так в списке английского дипломата Чарльза Уитворта от 1708 года её вооружение состояло из одной 36-фунтовой пушки и семи 6-фунтовых.
Галера была одной из пяти галер и одним из 17 парусных и парусно-гребных судов Российского императорского флота, носивших это наименование. В составе Балтийского флота также несли службу одноимённые галеры 1727, 1749 и 1765 годов постройки, фрегаты 1763, 1766, 1781, 1828 и 1845 годов постройки, яхта 1706 года постройки и транспортная яхта, купленная в 1812 году. В Черноморском флоте служили одноимённые парусный транспорт 1825 года постройки и йол 1830 года постройки, в Азовской флотилии — галера 1739 года постройки, в Охотской флотилии — дубель-шлюпка 1737 года постройки и галиот разбившийся в 1800 году, помимо этого такое же имя носил парусный шлюп Первой кругосветной экспедиции.

## История службы
Галера «Надежда» была заложена на стапеле Олонецкой верфи 3 (14) декабря 1703 года. Строительство под руководством галерного шаутбенахта графа И. Ф. Боциса вёл кораблестроитель М. Леонтьев.
В отчете Петру I 14 (25) апреля 1705 года И. Я. Яковлев писал следующее:

Галеры к отделке поспевают же; доделывают кормы, да внутри чюланы, сопцы, машты, райны...  И как вышеозначенные суды в одделке будут, и на воду, также и в Санктъпитербурх провадить, о сем просим твоего, государь, повеления.— Письмо И. Я. Яковлева — Петру I от 14 (25) апреля 1705 года с Олонецкой верфи
Граф И. Ф. Боцис 28 мая (8 июня) 1705 года писал коменданту Олонецкой верфи И. Я. Яковлеву:

Прошлого четверга одну галеру спустил на воду, именуемую Надежду и завтра уповаю другую галеру спустить на воду, именуемую Любовъ, такожде и в воскресенье уповаю на Бога спустить на воду и третью галеру, на которой я буду, именуемая Вера...
После спуска на воду 24 мая (4 июня) 1705 года галера вошла в состав Балтийского флота России. Принимала участие в Северной войне.
В компанию того же года в составе эскадры галерного флота под командованием шаутбенахта графа И. Ф. Боциса перешла с верфи на Неву, приняла участие в отражении атаки наступавших на Шлиссельбургскую крепость неприятельских войск. После успешного отражения атаки эскадра ушла к Кроншлоту, где присоединилась к корабельной эскадре, оборонявшей крепость.
В списке «судов царского флота», находившегося в мае 1708 года на якорях в тридцати верстах от Санкт-Петербурга между островом Ричарда и Кроншлотом под общим командованием генерал-адмирала Ф. М. Апраксина и вице-адмирала К. И. Крюйса, составленном английским дипломатом Чарльзом Уитвортом, галера фигурирует как одна из 8 галер отряда контр-адмирала графа И. Ф. Боциса, состоявшего из галер «Святой Пётр», «Александр Македонский», «Вера», «Надежда», «Любовь», «Фёдор Стратилат» и двух неидентифицированных галер. При этом отмечается, что на галере в это время находилось 200 из 500 необходимых членов экипажа и 8 орудий.
По окончании службы в 1711 году галера «Надежда» была разобрана в Выборге

### Комментарии
1. ↑  Всего в рамках серии было построено 7 галер: «Святой Пётр» (головное судно проекта), «Золотой орёл», «Святой Фёдор Стратилат», «Александр Македонский», «Надежда», «Любовь» и «Вера»[1].
2. ↑  40 аршин[2].
3. ↑  50 аршин[2].
4. ↑  6,5 аршина[2].
5. ↑  9,5 аршина[2].
6. ↑  1,5 аршина[2].
7. ↑  Или 16 банок[3].
8. ↑  Всего в списке фигурирует 12 линейных кораблей с 372 орудиями и 1540 членами экипажей, 8 галер с 64 орудиями и 4000 членами экипажей, 6 брандеров, 2 бомбардирских корабля и 305 мелких судов[14].